# Ígor Levit
Ígor Levit   (Nijni Nóvgorod, 10 de març de 1987) és un pianista rus nacionalitzat alemany que ha actuat en sales de concert importants i festivals de música al voltant del món.
Levit va començar a tocar el piano a l'edat de tres anys i com a nen va tenir els seus primers èxits en concerts a la seva ciutat natal de Nijni Nóvgorod. La seva família es va traslladar a Hannover el 1995. Entre el 1999 i el 2000 va estudiar al Mozarteum de Salzburg amb Hans Leygraf i del 2000 al 2010 a la Hochschule für Musik, Theater und Medien Hannover amb Karl-Heinz Kämmerling, Matti Raekallio i Bernd Goetzke.
Durant els seus estudis va guanyar diversos premis internacionals, incloent el segon premi al'International Maria Callas Grand Prix, Atenes (2004), el primer premi en la International Piano Academy Competition de Hamamatsu (2004), la medalla de plata i tres premis més en l'Arthur Rubinstein Piano Internacional Competition a Tel-Aviv (2005), i el premi Luitpold per a artistes joves en el festival Kissingen Sommer a Bad Kissingen (2009). A l'octubre del 2011 va aparèixer en un documental de 45 minuts sobre el seu amor per la música de Franz Liszt.
Levit enregistra en exclusiva per a Sony Classical des del 2012. El 2013 Levit va publicar el seu àlbum de debut, un CD doble amb les últimes sonates de piano de Beethoven (núm. 28 a 32). El seu segon àlbum, va ser un registre de les sis partites per a teclat de Bach, que va ser nomenat per la revista Gramophone enregistrament del mes d'octubre de 2014. El seu tercer àlbum, un CD triple amb les Variacions Goldberg de Bach, les Variacions Diabelli de Beethoven, i The People United Will Never Be Defeated! de Frederic Rzewski; va ser publicat l'octubre de 2015.